# Finley Gaio
Finley Gaio (* 15. April 1999) ist ein Schweizer Leichtathlet, der im Zehnkampf sowie im Hürdenlauf an den Start geht.

## Sportliche Laufbahn und Leben
Erste internationale Erfahrungen sammelte Finley Gaio im Jahr 2017, als er bei den U20-Europameisterschaften in Grosseto seinen Zehnkampf vorzeitig beenden musste. Im Jahr darauf belegte er dann bei den U20-Weltmeisterschaften in Tampere mit 7455 Punkten den fünften Platz und 2019 erreichte er bei den U23-Europameisterschaften im schwedischen Gävle mit 7453 Punkten Rang zehn. 2021 startete er über 60 m Hürden bei den Halleneuropameisterschaften in Toruń und schied dort mit 7,86 s in der ersten Runde aus. Bei den U23-Europameisterschaften in Tallinn gelangte er mit 7505 Punkten auf Rang elf und im Jahr darauf schied er bei den Hallenweltmeisterschaften in Belgrad mit 7,74 s in der ersten Runde über 60 m Hürden aus. Im August belegte er bei den Europameisterschaften in München in 13,50 s den fünften Platz über 110 m Hürden. 
2023 schied er bei den Halleneuropameisterschaften in Istanbul mit 7,79 s in der ersten Runde über 60 m Hürden aus. Im Jahr darauf gelangte er bei den Europameisterschaften in Rom mit 7934 Punkten 14. im Zehnkampf.
2022 wurde Gaio Schweizer Meister im 110-Meter-Hürdenlauf. Zudem wurde er 2019 Hallenmeister im Siebenkampf sowie 2021 über 60 m Hürden.

## Persönliche Bestleistungen
- 110 m Hürden: 13,46 s (+0,6 m/s), 16. August 2022 in München
  - 60 m Hürden (Halle): 7,71 s, 27. Februar 2022 in Magglingen
- Zehnkampf: 8022 Punkte, 19. Mai in Götzis
  - Siebenkampf (Halle): 5891 Punkte, 13. Februar 2022 in Magglingen